# 비바모빌리티 비바
비바모빌리티 비바는 비바모빌리티에서 만든 경상용차로 대우 다마스의 배지 엔지니어링 모델이다. 하지만 전장이 너무 길기에 완전한 경상용차라고 하기에는 준소형상용차에 가깝다.